# Manuel Prado y Ugarteche
Manuel Carlos Prado y Ugarteche (Lima, 21 de abril de 1889 — Paris, 15 de agosto de 1967) foi um político peruano, presidente de seu país de 8 de dezembro de 1939 a 28 de julho de 1945.